# Estredo Saimustes
Estredo Saimustes (em persa médio: *sl'yt'wd  ZY šhym[wsty; romaniz.: *Sridōy ī Šāhm[ust; em parta: srytwd  šhyhmwst; romaniz.: *Sridōy Šāhmust; em grego clássico: Στρηδω Σαιμούστου; romaniz.: Stredo Saimoústou) foi um dignitário persa do século III, ativo durante o reinado do xá Sapor I (r. 240–270). É citado na lista de dignitários da inscrição Feitos do Divino Sapor na qual aparece na décima nona posição. É o segundo após Denague, rainha de Mesena, a usar o título de Saimustes (lit. "o poder do rei"), porém são desconhecidas as circunstâncias de seu recebimento.